# حريات مدنية
الحريات المدنية هو الاسم المعطى لحماية حريات الفرد من الحكومة تماماً. الحريات المدنية تضع حدوداً للحكومة حتى أنها لا تستطيع إساءة استعمال قوتها أو تتدخل في حياة مواطنيها.
الحريات المدنية تشمل حرية تكوين الجمعيات، وحرية التجمع، وحرية المعتقد، وحرية التعبير، وبالإضافة إلى ذلك، الحق في محاكمة عادلة وفق الأصول القانونية، والحق في الخصوصية والحق في الحصول على التعويض إذا أصيب آخر، الحق في الاحتجاج السلمي، والحق في محاكمة عادلة التحقيق والمحاكمة إذا كان يشتبه في وقوع الجريمة، وبصورة أعم على أساس هذه الحقوق الدستورية كما له الحق في التصويت، والحق في الحرية الشخصية، والحق في حرية التنقل والحق في الحماية المتساوية. ويقصد بالحقوق والحريات المدنية كذلك الحقوق التي يزاولها الفرد بهدف تحقيق مصالحه الخاصة الفردية كحرية التجول والاستقرار، والحقوق العائلية كحق الزواج وحقوق الأطفال، والحماية والأمن وحق الحياة كالكرامة وعدم الاستعباد والسلامة الشخصية، والمساواة أمام القانون واحترام حرمة السكن وسرية المراسلات والمكالمات.و يقصد بالحريات السياسية الحقوق التي خولها القانون لكل فرد داخل وطنه للقيام بكل عمل مشروع له ارتباط بحقوق الآخرين، وبذلك تتعدى هذه الحريات حقوق الفرد اتجاه نفسه وأسرته تتصل بحقوق الجماعة. من الحقوق السياسية، حق المشاركة والاختيار، حرية ممارسة الشعائر الدينية وحق التعبير وحقوق الشعوب. ويجب أن يضمن الدستور الحقوق السياسية والمدنية كما هو معترف بها دوليا وأن يسهر القانون على ضمان ممارسة الحريات المدنية، ويعاقب من يتعدى على حريات الآخرين، حيث ينص الدستور عادة على ضمان حرية التجول والاستقرار وأنه لا يمكن أن يوضع حد لهذه الحريات إلا بمقتضى القانون. كما ينص على أن المنزل لا تنتهك حرمته ولا تفتيش ولا تحقيق إلا طبق الشروط والإجراءات المنصوص عليها في القانون، ويؤكد على أنه «لا تنتهك حرية المراسلات». وعلى أن الدولة تضمن لكل مواطن واحد حرية ممارسة شؤونه الدينية، كما يؤكد على حرية تأسيس الجمعيات وحرية الانخراط في أية منظمة سياسية أو نقابية. كما أن لكل مواطن الحق في أن يكون ناخبا أو منتخبا. تنظم مجموعة من القوانين والظهائر والمراسيم ممارسة هذه الحقوق الجماعية.

## قانون ضمان الحريات المدنية
مفهوم الحريات المدنية الرسمي يعود إلى الميثاق الأعظم من 1215 والتي استندت بدورها إلى الوثائق الموجودة من قبل.
كلما ظهرت الحضارات، منحت للمواطنين بعض من أهم الحقوق المدنية من خلال الدساتير المكتوبة. عندما وجدت أن تلك المنح في وقت لاحق غير كافية، ظهرت حركات الحقوق المدنية باعتبارها وسيلة للمطالبة بقدر أكبر من المساواة والحماية لجميع المواطنين، والدعوة إلى سن قوانين جديدة لتقييد آثار التمييز الحالية.
ترتبط الديموقراطية ارتباطاً وثيقاً بالحريات المدنية والسياسية. الجمهوريات أو الديمقراطيات مثل الولايات المتحدة لديها دستور، وقانون للحقوق الدستورية والوثائق المماثلة التي تسعى لضمان الحريات المدنية. سنت دول أخرى قوانين مماثلة من خلال مجموعة متنوعة من الوسائل القانونية، بما في التوقيع والتصديق أو خلاف ذلك إنفاذا لاتفاقيات رئيسية مثل الاتفاقية الأوروبية لحقوق الإنسان والعهد الدولي الخاص بالحقوق المدنية والسياسية.
يمكن القول أن حماية الحريات المدنية هي من كبرى مسؤوليات كل أبناء الوطن من الدول الديمقراطية، كما تختلف عن الدول الاستبدادية.
توجد بعض المطالب بالحريات المدنية متنازع عليها، كما هي مدى أكثر من الحريات المدنية. ومن الأمثلة على ذلك الحقوق الإنجابية، والزواج من نفس الجنس، وحيازة الأسلحة، واستخدام بعض الأدوية أو العقاقير. وثمة مسألة أخرى من متنازع عليها هو «تعليق» أو «تغيير بعض الحريات المدنية» في أوقات الحرب أو حالة الطوارئ، وإلى أي مدى ينبغي أن يحدث هذا.

## الحريات المدنية حسب البلد
الاتفاقية الأوروبية لحقوق الإنسان، التي وقعت عليها البلدان الأوروبية، بما في ذلك جميع دول الاتحاد الأوروبي، هي معاهدة دولية ملزمة لحماية حقوق الإنسان والحريات الأساسية في أوروبا، وتم صياغتها في عام 1950، ثم شكلت لاحقاً مجلس أوروبا.
الدستور الكندي ويشمل الميثاق الكندي للحقوق والحريات الذي يضمن العديد من الحقوق ذاتها الموجودة في دستور الولايات المتحدة، مع بعض الاستثناءات الهامة التي تمنع إقامة دين للدولة. ومع ذلك فان لايذكر أي مقاطع عن حرية العبادة.
دستور الاتحاد الروسي يعطي نظرياً ضمانات عديدة من نفس الحقوق والحريات المدنية كما دستور الولايات المتحدة عدا حمل السلاح، أي: حرية التعبير، حرية الدين، حرية تكوين الجمعيات والتجمع، وحرية اختيار اللغة، وإلى الإجراءات القانونية الواجبة، والحصول على محاكمة عادلة، والخصوصية، وحرية التصويت، والحق في التعليم.[بحاجة لمصدر]

دستور جمهورية الصين الشعبية (تنطبق على البر الرئيسى للصين فقط، وليس لهونغ كونغ، ماكاو أو تايوان)، يذكر حماية الحقوق والواجبات الأساسية للمواطنين، إلا أن هناك مطالبات كثيرة لحماية الحريات المدنية في البلد. 
تعتمد المملكة المتحدة على عدد من الاتفاقيات القانونية والتشريعات، ومن الدول الموقعة على الاتفاقية الأوروبية لحقوق الإنسان التي تغطي كلا من حقوق الإنسان والحريات المدنية. قانون حقوق الإنسان 1998 ويضم الغالبية العظمى من الحقوق المنصوص عليها في الاتفاقية مباشرة في قانون المملكة المتحدة.
دستور الولايات المتحدة، لا سيما شرعة الحقوق، تحمي العديد من الحريات المدنية. انظر الحريات المدنية في الولايات المتحدة.

## وصلات خارجية
- مقالة عن الدولة المدنية وإشكالية تحرر الشعوب والديمقراطية من المنظومات الديكتاتورية
- مقالة ديمقراطية على موسوعة ستانفورد للفلسفة (بالإنجليزية)
- الديمقراطية في شمال إفريقيا بين الأنوقراطية والفكر المعادي للديمقراطية
- الحوار المتمدن: عن إشكالية التحرر والديمقراطية في الدول المغاربية، ببساطة وتكرار توكيدي: علاقة الحرية هي علاقة حتمية بالدولة المدنية الديمقراطية الليبرالية العلمانية المعاصرة